# Leo Diegel
Leo Diegel, född 27 april 1899, död 5 maj 1951, var en framstående amerikansk golfspelare på 1920- och 1930-talen.
Diegel vann 29 PGA-tävlingar och han vann dessutom Canadian Open fyra gånger (1924, 1925, 1928 och 1929). Han kom med i det första Ryder Cup-laget 1927 som han även spelade med 1929, 1931 och 1933.
Diegels bästa år var 1928 då han förutom Canadian Open vann PGA Championship och därmed stoppade Walter Hagens framfart som hade vunnit de fyra tidigare åren. Diegel vann även 1929. Den gången spelade han mot Hagen i semifinalen vilket var Hagens sista tävling. Diegel blev tvåa efter Bobby Jones i The Open Championship 1930 och efter det ställde han inte upp i fler majortävlingar.

## Majorsegrar
- 1928 PGA Championship
- 1929 PGA Championship

| Majorsegrare genom tiderna                                                                                   |                |            |             |                  |
| 200 olika spelare har vunnit i herrarnas majortävlingar. Leo Diegel var den 52:a spelaren som vann en major. |                |            |             |                  |
| 1:a | 51:a           | 52:a       | 53:e        | 200:e            |
| Willie Park Sr                                                                                               | Johnny Farrell | Leo Diegel | Billy Burke | Louis Oosthuizen |
| Lista över golfens majorsegrare                                                                              |                |            |             |                  |